# Trebinje

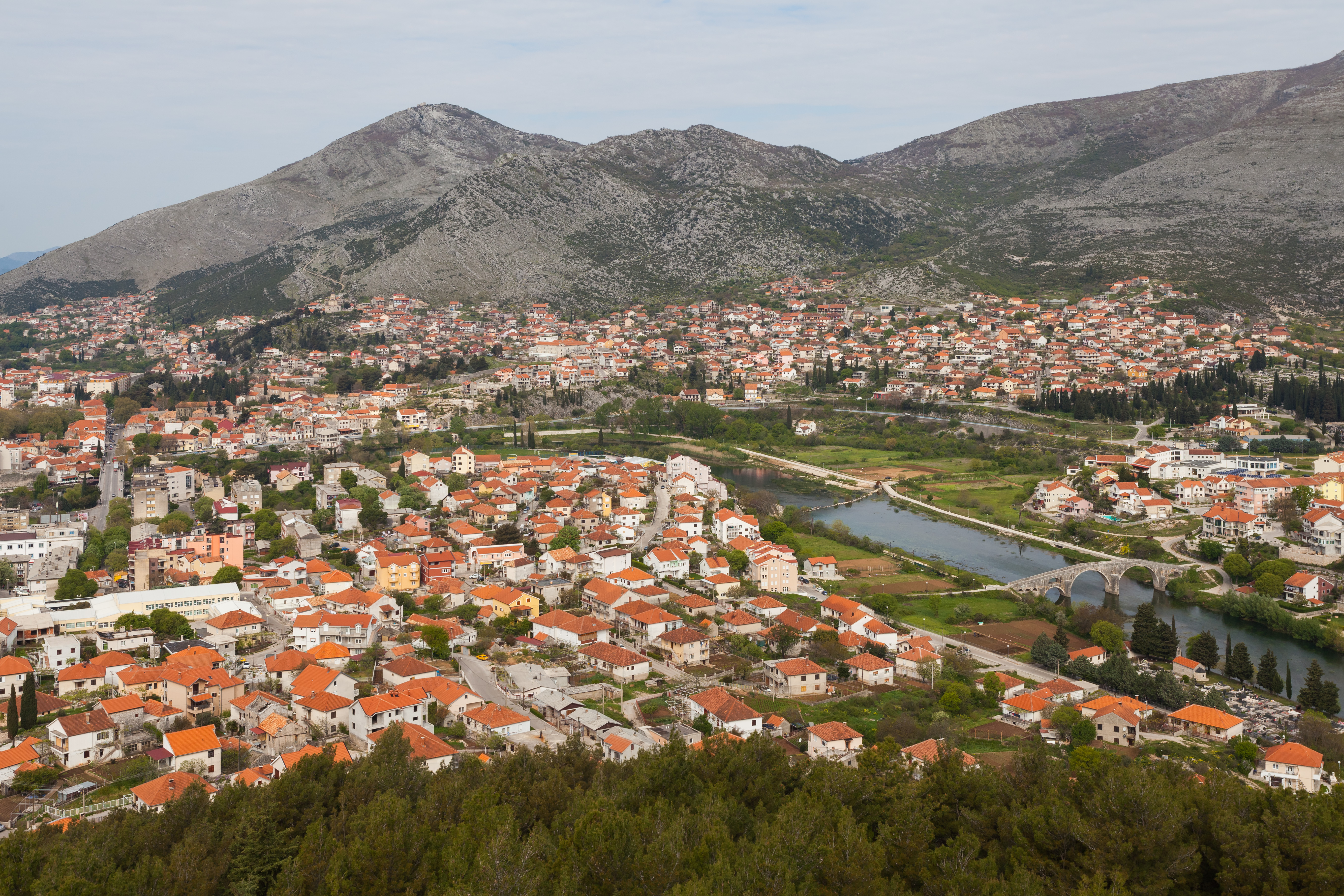
Trebinje, cidade no sul da Bósnia e Herzegovina perto da fronteira com Montenegro e Croácia.

Trebinje (pronuncia-se "Trebínhe") é uma cidade da Bósnia e Herzegovina. É a cidade mais meridional da Bósnia e Herzegovina e está situada nas margens do rio Trebišnjica, na região da Herzegovina Oriental. Em 2013, tinha uma população de 31 433 habitantes. O bairro da cidade velha data do período otomano do século XVIII, e inclui a Ponte Arslanagić, também conhecida como Ponte Perovića.

## História

### Idade Média
De Administrando Imperio por Constantino VII (913-959) mencionou Travunija (Τερβουνια). O príncipe sérvio Vlastimir (r. 830–51) casou sua filha com Krajina, filho de Beloje, e essa família tornou-se governante hereditária de Travunija. Em 1040, o estado de Stefan Vojislav se estendia na região costeira de Ston no norte, até sua capital, Skadar, estabelecida ao longo das margens sul do Lago Skadar, com outros tribunais estabelecidos em Trebinje, Kotor e Bar.
A cidade comandava a estrada de Ragusa a Constantinopla, que foi atravessada em 1096 por Raimundo IV de Toulouse e seus cruzados. A diocese de Trebinje tem sua sede episcopal em Polje, perto de Trebinje. No final do século XII, Stefan Nemanja conquistou províncias que incluem Trebinje. Sob o nome de Tribunia ou Travunja pertenceu ao Império Sérvio até 1355. Trebinje tornou-se parte do estado bósnio medieval expandido sob Tvrtko I em 1373. Há uma torre medieval na Polícia de Gornje cuja construção é frequentemente atribuída a Vuk Branković. O antigo Mosteiro Tvrdoš remonta ao século XV.
Em 1482, juntamente com o resto da Herzegovina, a cidade foi capturada pelo Império Otomano. A Cidade Velha-Kastel foi construída pelos otomanos no local da fortaleza medieval de Ban Vir, na margem ocidental do rio Trebišnjica. As muralhas da cidade, a praça da Cidade Velha e duas mesquitas foram construídas no início do século XVIII pela família Resulbegović. A ponte Arslanagić do século XVI (ou ponte Perovica) foi originalmente construída na vila de Arslanagić, 5 quilômetros (3,1 milhas) ao norte da cidade, por Mehmed-Paša Sokolović, e foi administrada pela família Arslanagić por séculos. A Ponte Arslanagić é uma das pontes mais atraentes da era otomana na Bósnia e Herzegovina. Possui dois grandes e dois pequenos arcos semicirculares.
Entre as famílias nobres da região de Trebinje mencionadas nos documentos ragusanos estavam Ljubibratić, Starčić, Popović, Krasomirić, Preljubović, Poznanović, Dragančić, Kobiljačić, Paštrović, Zemljić e Stanjević.

### Era otomana
A queima dos restos mortais de São Sava após a Revolta Banat provocou os sérvios em outras regiões a se revoltarem contra os otomanos. Grdan, o vojvoda de Nikšić, organizou revolta com o patriarca sérvio Jovan Kantul. A partir de 1596, o centro da atividade antiotomana na Herzegovina foi o Mosteiro Tvrdoš em Trebinje, onde o metropolita Visarion estava sentado. Em 1596, a revolta eclodiu em Bjelopavlići, depois se espalhou para Drobnjaci, Nikšić, Piva e Gacko (ver Revolta Sérvia de 1596-97). Os rebeldes foram derrotados no campo de Gacko. Acabou por falhar por falta de apoio estrangeiro.
Os hajduks na Herzegovina tinham em março de 1655 realizado uma de suas maiores operações, invadindo Trebinje, levando muitos escravos e levando consigo muitos saques.
Em 26 de novembro de 1716, o general austríaco Nastić com 400 soldados e cerca de 500 hajduks atacou Trebinje, mas não a assumiu. Uma força combinada Austro-Veneziano-Hajduk de 7 000 estava diante das muralhas de Trebinje, defendida por 1 000 otomanos. Os otomanos estavam ocupados perto de Belgrado e com ataques hajduk em direção a Mostar, e foram assim incapazes de reforçar Trebinje. A conquista de Trebinje e Popovo campo foram entregues para lutar em Montenegro. Os venezianos tomaram Hutovo e Popovo, onde imediatamente recrutaram militarmente da população.
O domínio turco durou a partir de 1466. até 1878. A região de Trebinje sofreu especialmente no século XVI, principalmente da mão de uskoks de Senj e várias bandas hajduk. O período mais calmo durante o domínio turco foi o século XVIII. Os anciãos de Trebinje, juntamente com o povo de Nikšić, planejaram uma grande revolta no verão de 1805, sob a influência da Primeira Revolta Sérvia. Seu projeto foi suprimido pelo pasha turco e provavelmente com a ajuda dos muçulmanos eslavos.
Os cristãos de Trebinje, juntamente com os montenegrinos, lutaram contra as tropas de Napoleão e em vários conflitos conseguiram derrotar as tropas francesas, como a luta a faca que ocorreu em 2-3 de outubro de 1806, deixando vários milhares de soldados franceses mortos, após o que os franceses se retiraram por um tempo.
Participantes notáveis na Revolta da Herzegovina (1852-62) de Trebinje incluem Mićo Ljubibratić.
Durante a Revolta da Herzegovina (1875-77), a região de Bileća e Trebinje foi liderada pelo serdar Todor Mujičić, Gligor Milićević, Vasilj Svorcan e Sava Jakšić.

### Áustria-Hungria
Com a ocupação austro-húngara da Bósnia e Herzegovina, muitas reformas ocorreram. Nova divisão administrativa foi introduzida e um grande número de tropas austro-húngaras foram localizadas em Trebinje, que era vista como uma cidade de valor estratégico e posição. Nenhuma fábrica ou investimentos maiores foram feitos em Trebinje durante o governo da UA.
Após o assassinato do arquiduque Francisco Fernando Corpo de voluntários croata-muçulmanos (em alemão: Schutzcorp) aterrorizou civis sérvios de Bogojevići e outras aldeias em Trebinje, o que resultou em 83 crianças mortas e 85 adultos enforcados. Essas e outras ações relacionadas resultaram em migrações da população local para a Sérvia.
Durante o período da administração austro-húngara (1878-1918), várias fortificações foram construídas nas colinas circundantes, e havia uma guarnição baseada na cidade. Os administradores imperiais também modernizaram a cidade, expandindo-a para o oeste, construindo a atual rua principal, bem como várias praças, parques, escolas, plantações de tabaco, etc.

### SFR Iugoslávia (1945-92)
Trebinje cresceu rapidamente na era da República Socialista Federal da Iugoslávia de Josip Broz Tito, entre 1945 e 1980. Desenvolveu especialmente seu potencial hidrelétrico com barragens, lagos artificiais, túneis e usinas hidrelétricas. Este desenvolvimento industrial trouxe um grande aumento na população urbana de Trebinje.

### Guerra da Bósnia (1992-95)
Trebinje foi a maior cidade do leste da Herzegovina controlada pelos sérvios durante a Guerra da Bósnia. Foi controlada pelas forças sérvias da Bósnia a partir do outono de 1991, e foi usada como um grande comando e base de artilharia pelas tropas do Exército Popular Iugoslavo (JNA) que cercavam a cidade croata de Dubrovnik. Em 1992, Trebinje foi declarada a capital da autoproclamada Região Autônoma Sérvia da Herzegovina (em sérvio: Српска аутономна област Херцеговина). Os moradores bósnios foram posteriormente recrutados para lutar com o JNA e, se recusados, foram executados, e assim fugiram da região. Dez mesquitas da cidade foram arrasadas durante a guerra.